# Proales christinae
Proales christinae är en hjuldjursart som beskrevs av De Smet 1994. Proales christinae ingår i släktet Proales och familjen Proalidae. Inga underarter finns listade i Catalogue of Life.